# Tata Nexon
La Tata Nexon è un mini crossover prodotto dalla casa automobilistica indiana Tata Motors a partire dal 2017.

## Storia
Il Tata Nexon è un crossover compatto a trazione anteriore con carrozzeria lunga di 3,99 metri e cinque porte; anticipato dal prototipo esposto al Motor Show di Nuova Delhi nel 2014, il modello finale è stato presentato nel 2016. È il primo crossover compatto di Tata che sul mercato indiano gode di agevolazioni fiscali.

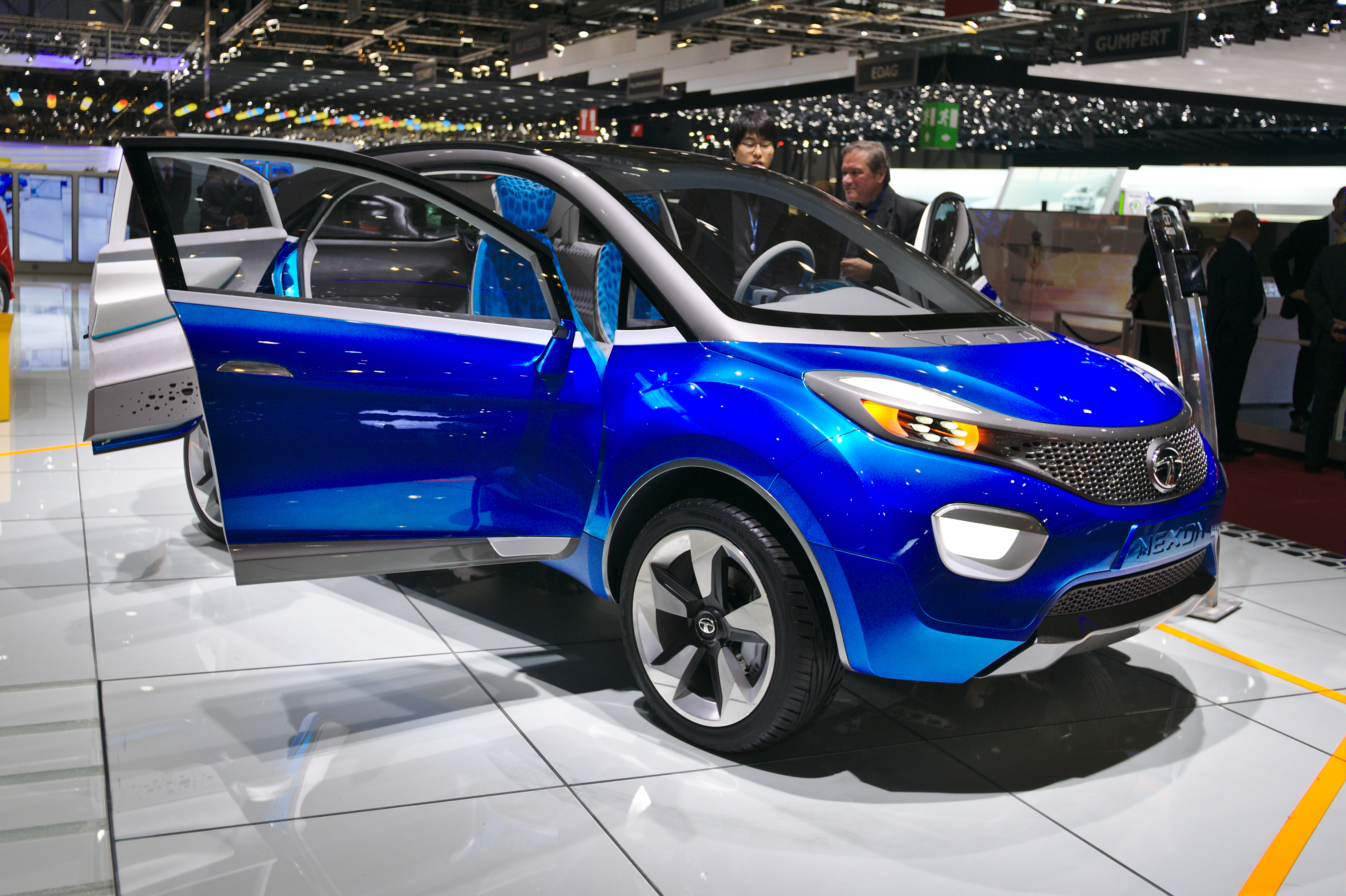
Il prototipo Tata Nexon esposto nel 2014

Basato sulla piattaforma Tata X1 rivista, debuttata nel 1998 con il modello Indica e adottata da altre auto della casa indiana, utilizzare sospensioni anteriori indipendenti MacPherson con molla elicoidale e posteriori con barra di torsione torcente con molla elicoidale. La trazione è anteriore. Il passo è di 2,498 metri. La vettura viene caratterizzata dalla vernice bicolore disponibile sulle versioni di punta, fari a LED e grandi fasce cromate sulla fiancata.
I motori sono sviluppati da Tata Motors e dall'azienda ingegneristica austriaca AVL: il benzina è il 1,2 litri Revotron turbo a quattro cilindri 16V che eroga 110 cavalli e 170 Nm di coppia massima combinato con una trasmissione manuale a 6 marce o automatica a 6 marce, il diesel è a 1,5 litri Revotorq quattro cilindri common rail 16V 110 cavalli erogante 260 Nm di coppia massima, abbinato a un cambio manuale a 6 marce o ad un 6 marce automatico. Le versioni automatiche hanno 3 diverse impostazioni di guida. Nel 2018 Tata ha introdotto il tetto panoramico apribile.
Nonostante sia stata presentata a febbraio 2016, la produzione nello stabilimento di Ranjangaon è partita solo a luglio 2017 e le vendite in India da settembre dello stesso anno. In Europa non viene esportata.